# Cursa dels Bombers

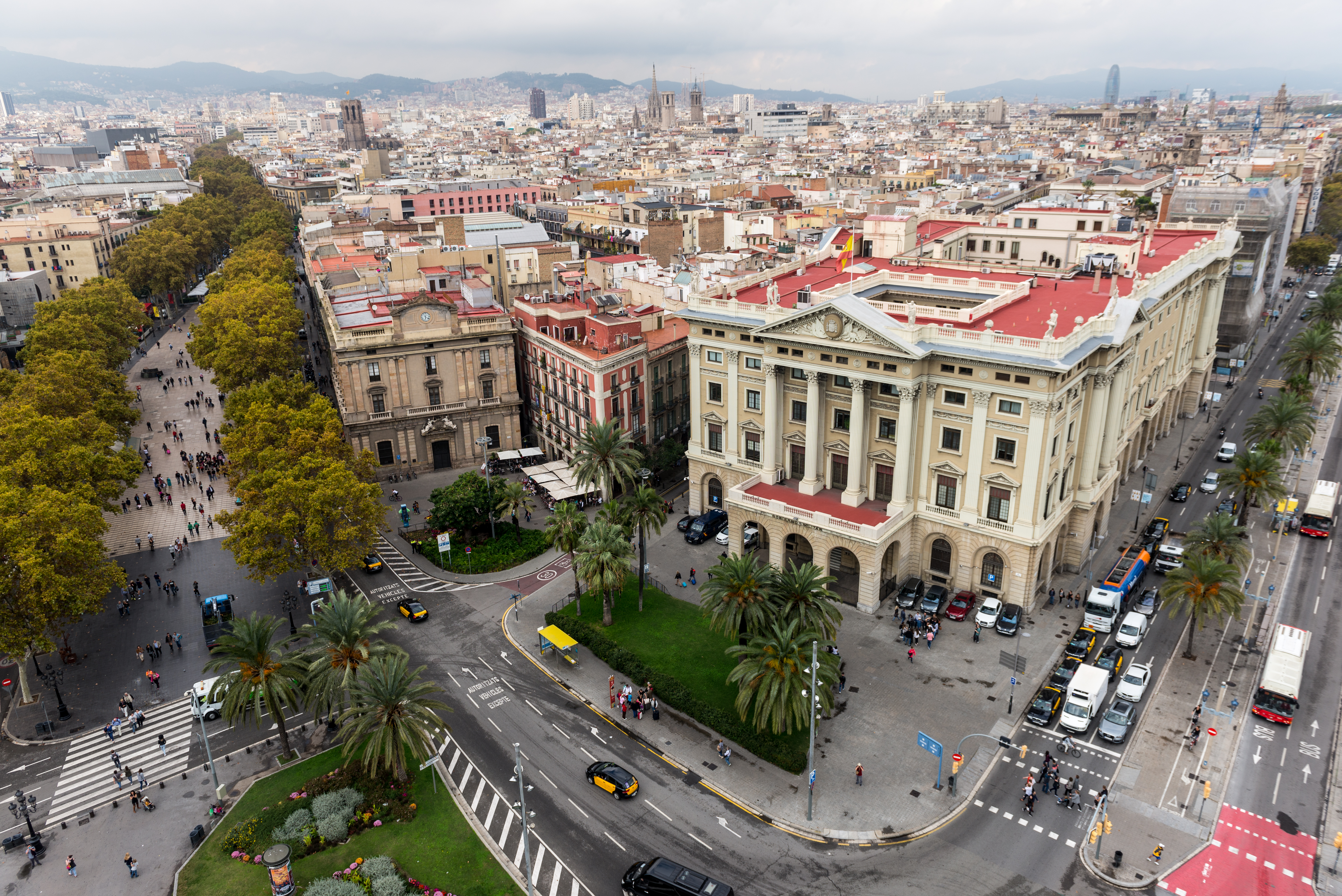
Passeig de Colom, Ramblas

La Cursa dels Bombers es una carrera popular de 10 km que se celebra anualmente en la ciudad de Barcelona. Dándose la salida a las 10h de la mañana, un domingo elegido entre finales de marzo y principios o mediados de abril. 
En las últimas ediciones suele empezar a las 9h de la mañana, entre finales de octubre y principios de noviembre.
En el año 2024 se celebró su 25a edición, el 10 de noviembre.
Se inició en 1999 y fue promovida por Bomberos de Barcelona junto a la empresa de equipamiento deportivo Nike. La creación de la carrera se debe a las reclamaciones del cuerpo de bomberos de Barcelona que pedía mejores condiciones laborales al Ayuntamiento de Barcelona.
Aunque no es una carrera de inscripción gratuita, se caracteriza por trazado con escaso desnivel y una organización capaz de dar cabida a miles de corredores. En la XVI Edición de 2014 se registraron alrededor de 27.000 atletas.
Atletas de renombre internacional como Marta Domínguez, Chema Martínez o Reyes Estévez son algunos de los asiduos participantes, junto a atletas internacionales de países de tradición fondista origen keniano o magrebí entre otros.
El trazado suele tener su salida en el Paseo de Colón junto a la Estación de Francia, pasando por calles emblemáticas de la ciudad como el Paralelo, la Gran Vía, la Rambla, Vía Layetana, Plaza de Cataluña y las inmediaciones del Parque de la Ciudadela donde tiene su fin, a escasos metros de la salida. El trazado suele repetirse, aunque se realizan cambios en diferentes ediciones, puede que algunas de las localizaciones anteriormente citadas aparezcan o desaparezcan según lo considere la organización. 

## Palmarés histórico
| Edición | Año  | Ganador hombres       | Tiempo | Ganador mujeres          | Tiempo |
| ------- | ---- | --------------------- | ------ | ------------------------ | ------ |
| I       | 1999 | Cheren Simatwa        | 28'24" | Meritxell Martos         | 36'04" |
| II      | 2000 | John Thuo Itati       | 28'39" | Leah Kiprono             | 33'02" |
| III     | 2001 | David Tuwei           | 28'24" | Taussi Juma              | 32'33" |
| IV      | 2002 | Yonas Kifle           | 28'29" | Filomena Chepchirchir    | 33'10" |
| V       | 2003 | David Tuwei           | 28'32" | Marta Domínguez          | 34'06" |
| VI      | 2004 | Edwin Cheruiyot Soi   | 28'32  | Irene Kwambai            | 32'18  |
| VII     | 2005 | Sahle Warga           | 28'35  | Irene Kwambai            | 31'25" |
| VIII    | 2006 | Peter Kamais          | 27'29" | Beylanesh Fekadu         | 31'55" |
| IX      | 2007 | Peter Kamais          | 27'57" | Eunice Jepkorir          | 31'49" |
| X       | 2008 | Josphat Kiprono Menjo | 27'57" | Eunice Jepkorir          | 31'37" |
| XI      | 2009 | Josphat Kiprono Menjo | 27'32" | Makda Harun              | 32'39" |
| XII     | 2010 | Josphat Kiprono Menjo | 27'04" | Jéssica Augusto          | 32'08" |
| XIII    | 2011 | Ayad Lamdassem        | 30'02" | Natalia Rodríguez        | 35'25" |
| XIV     | 2012 | Ayad Lamdassem        | 28'54" | Judit Pla                | 32'43" |
| XV      | 2013 | Chema Martínez        | 29'48" | Judit Pla                | 33'09" |
| XVI     | 2014 | Ángel Ronco           | 30'14" | Lidia Rodríguez          | 34'23" |
| XVIII   | 2016 | Ilias Fifa            | 28:55" | Marta Galimany           | 34:38" |
| XIX     | 2017 | Ibrahim Ezzaidouni    | 29:30" | Jess Andrews             | 32:49" |
| XX      | 2018 | Marc Alcalà           | 29:29" | Marta Galimany           | 33:54" |
| XXI     | 2019 | Artur Bossy Anguera   | 29:44" | Marisa Casanueva Cabrero | 34:17" |
| XXII    | 2021 | Abdessamad Oukhelfen  | 28:19" | Meritxell Soler Delgado  | 33:33" |
| XXIII   | 2022 | Adam Maijó Frígola    | 29:24" | Meritxell Soler Delgado  | 33:20" |
| XXIV    | 2023 | Abdessamad Oukhelfen  | 28:42" | Laura Rodriguez Botella  | 34:12" |
| XXV     | 2024 | Adam Maijó Frígola    | 29:27" | Meritxell Soler Delgado  | 32:57" |